# Olga Kotková

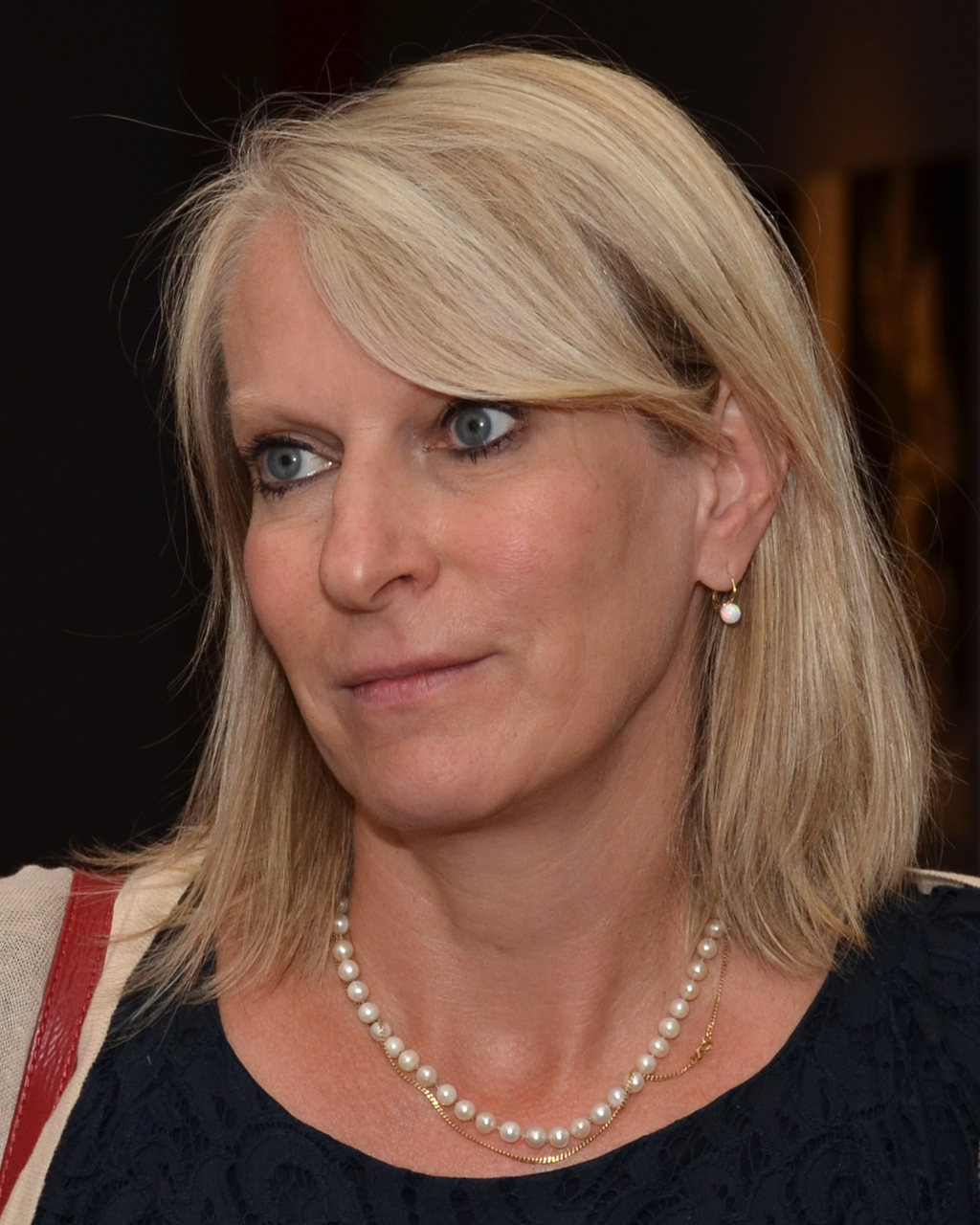
Olga Kotková (2018)

Olga Kotková (* 1967) ist eine tschechische Kunsthistorikerin. Sie arbeitet als Kuratorin an der tschechischen Nationalgalerie in Prag.

## Leben
Olga Kotková studierte ab 1990 Philosophie, Kunstgeschichte und Ästhetik an der Karls-Universität in Prag. Weitere Studienaufenthalte hatte sie in den Vereinigten Staaten (Detroit) und in Großbritannien (London und Windsor). Zwischen 1997 und 1998 absolvierte sie als Stipendiat der nach Andrew W. Mellon benannten „Andrew W. Mellon Foundation“ ein längeres Auslandspraktikum am Netherlands Institute for Advanced Study in the Humanities and Social Sciences in den Niederlanden. 2013 promovierte sie an der Fakultät für Pädagogik der Karls-Universität.
Als Kuratorin an der tschechischen Nationalgalerie liegt ihr beruflicher Schwerpunkt bei der deutschen, österreichischen und niederländischen Malerei und Skulpturen des 15–16. Jahrhunderts, Rudolfinischer Malerei und der Flämischen Malerei des 17. Jahrhunderts.
Sie ist verheiratet mit Gregor K. Stasch, dem ehemaligen Leiter des Vonderau Museums in Fulda, und Mutter von zwei Kindern, mit denen sie in Prag lebt. Auch nach dem altersbedingten Eintritt in den Ruhestand von Stasch 2016 führte das Paar weiterhin eine Fernbeziehung. Spätestens ab 2018 lebte die Familie gemeinsam in Prag.

## Werke (Auswahl)
- Hans Raphon: 500 let Pašijového Oltáře z Göttingenu ; gotika ze sbírky Kolowrat°u, Nationalgalerie Prag, 1999, ISBN 80-7035-153-5.
- Albrecht Dürer, °užencová slavnost : 1506–2006, Nationalgalerie Prag, 2006, ISBN 80-7035-331-7.
- German and Austrian painting of the 14th–16th centuries, Nationalgalerie Prag, 2007, ISBN 978-80-7035-358-5.
- German, Austrian, French, Hungarian and Netherlandish sculpture 1200–1550 / The National Gallery in Prague, Nationalgalerie Prag, 2014, ISBN 978-80-7035-571-8.